# Ла-Шо (Косоне)
Ла-Шо (фр. La Chaux) — громада  в Швейцарії в кантоні Во, округ Морж.

## Географія
Громада розташована на відстані близько 85 км на південний захід від Берна, 16 км на північний захід від Лозанни.
Ла-Шо має площу 6,7 км², з яких на 6,2% дозволяється будівництво (житлове та будівництво доріг), 76,2% використовуються в сільськогосподарських цілях, 17% зайнято лісами, 0,6% не є продуктивними (річки, льодовики або гори).

## Демографія
2019 року в громаді мешкало 395 осіб (-6,4% порівняно з 2010 роком), іноземців було 10,9%. Густота населення становила 59 осіб/км².
За віковим діапазоном населення розподілялося таким чином: 24,1% — особи молодші 20 років, 58,5% — особи у віці 20—64 років, 17,5% — особи у віці 65 років та старші. Було 157 помешкань (у середньому 2,5 особи в помешканні).
Із загальної кількості 94 працюючих 24 було зайнятих в первинному секторі, 18 — в обробній промисловості, 52 — в галузі послуг.